# 아드리아나 도른
아드리아나 도른(Adriana Dorn, 1986년 12월 30일 ~ )은 니카라과의 미인 대회 우승자이다. 2011년 미스 니카라과 우승자이며 미스 유니버스 2011에서 니카라과 대표로 참가했다.